# Hexatoma vittula
Hexatoma vittula är en tvåvingeart som först beskrevs av Alexander 1932.  Hexatoma vittula ingår i släktet Hexatoma och familjen småharkrankar. Inga underarter finns listade i Catalogue of Life.